# 捜査検事・近松茂道
『捜査検事・近松茂道』（そうさけんじ ちかまつしげみち）は、2002年から2013年までテレビ東京・BSジャパン共同制作で放送されたテレビドラマシリーズ。全14回。原作は高木彬光。主演は高橋英樹。
放送枠は「女と愛とミステリー」（第1作 - 第4作）、「水曜ミステリー9（第1期）」（第5作 - 第8作）、「水曜シアター9」（第9作）、「水曜ミステリー9（第2期）」（第10作 - 第14作）。
第1作のタイトルは、『グズ茂検事の犯罪捜査』。

## 概要
「主役が検事で、転勤をして回る」設定のため、主演の高橋以外の出演者は毎回異なる（ただし、エキストラとしてプロデューサーの神戸将光が各地の刑事として毎回出演している）。
地検刑事部の捜査検事・近松茂道の活躍を描くミステリードラマである。
また、2001年以降の同時間の全ての2時間枠で放映されているのは、当作品と『密会の宿シリーズ』のみである。
2013年5月1日に「水曜ミステリー9 400回突破記念」として第13作が放送された。

## キャスト

### 主人公
近松茂道
演 - 高橋英樹
地検刑事部の捜査検事。勤務先は名古屋 ⇒ 神戸 ⇒ 金沢 ⇒ 山形 ⇒ 山梨 ⇒ 京都 ⇒ 長野 ⇒ 岐阜 ⇒ 津 ⇒ 福島 ⇒ 前橋 ⇒ 富山 ⇒ 新潟 ⇒ 岡山 ⇒ 秋田地検と移り、妻と娘を東京に残して単身赴任中。
赴任先では、最初に県内の地図を自分の足で歩きながら頭の中に染み込ませる事を行うため、コンビを組む検察事務官に案内してもらっている。
「捜査は現場から」と初期段階からの捜査から必ず立ち会う事を義務と考え、「事実関係を明らかにしてからの逮捕にこだわり、別件逮捕を嫌う」という慎重なタイプで、その理由は微罪の別件逮捕でも周囲の見られ方を大事にし、冤罪を防ぐため。仕事場では多くの案件を抱えるも、それだけ信頼されていると思い、楽観的である。慎重に捜査を進めることから名古屋地検時代は「グズ茂」と呼ばれていた。趣味はジョギング。

### ゲスト
第1作「霧の罠」（2002年）
- 村田慎吾（神戸地検 検察事務官） - 林泰文
- 堀田真由美（石倉法律事務所 事務員） - 石野真子
- 北村（兵庫県警捜査一課 刑事） - 伊崎充則
- 橋本仁志（石倉法律事務所 弁護士） - 加藤純平
- 石倉法律事務所 事務員 - 田代恭子
- 橋本の元妻 - 紫とも
- 山口実（兵庫県警捜査一課 警部） - 渡辺裕之
- シゲの友人 - 荒木雅子
- 加藤（刑事） - 笠原紳司
- 刑事 - 石田信之
- 辻村泰夫（元探偵事務所 調査員） - 桐生康詩
- 望月邦雄（弁護士） - 筒井康隆
- 石倉俊子（石倉法律事務所 弁護士）  - 沢田亜矢子

第2作「古都金沢〜能登殺人情話」（2003年）
- 高杉彩子（金沢地検 検察事務官） - 角替和枝
- 大西真澄（金箔製造会社「大西金箔」副社長・大西の後妻） - 山本みどり
- 野本竜次（元プロボクサー・3年前に貴子が傷害で検挙） - 大村波彦
- 坂井政彦（大西金箔 経理担当） - 古本新之輔
- 大西伸吾（大西金箔 社長・事件被害者） - 宗方勝巳
- 中沢（大西金箔 箔打ち職人） - 玉川長太
- 岩崎貴子（石川県警捜査一課 刑事） - 黒田福美
- 森村恒夫（大西金箔 営業マン・玲子の婚約者） - 池田政典
- 北川（石川県警捜査一課 刑事） - 日野陽仁
- 大西玲子（大西と前妻の娘） - 冨樫真
- 岩崎佳子（貴子の娘） - 猪野博子
- 美里（佳子の同級生） - 浅川稚広
- 山口実（石川県警捜査一課 刑事） - 河原崎建三
- 小野寺（石川県警捜査一課 係長） - 鈴木ヒロミツ
- 栗原貞春（石川県警捜査一課 警部補） - 永島敏行

第3作「銀山温泉の殺人報告」（2004年）
- 奥山倫子（山形地検 検察事務官） - 左時枝
- 早坂奈津子（5年前の被害者の母） - いしのようこ
- 七尾裕吉（観光バスツアーの客） - 木村元
- 榎本忠夫（元高校の物理教師） - 西沢利明
- 梶純一（山形県警捜査一課 刑事） - 西山浩司
- 富樫浩一（尾花沢市在住・5年前 飲酒運転で6歳の女の子をひき殺す） - 井上康
- 原西克行 - 近童弐吉
- 富樫洋二（浩一の弟） - 佐藤一平
- 本多芳子 - 野口ふみえ
- 榎本幸枝（観光バスツアーの客） - 山口果林
- 江波兼雄（山形県警捜査一課 刑事） - 宅麻伸

第4作「偽装〜昇仙峡に舞う殺人事件」（2004年）
- 浅川律子（甲府地検 検察事務官） - 中原果南
- 依田明彦（山梨県警捜査一課 刑事） - 中野英雄
- 沼沢秀一郎（内科医・あかねの恋人） - 相島一之
- 谷田良美（看護師長） - 日向明子
- 篠崎あかね（看護師） - 小松みゆき
- 椎名圭太（運転手） - 丸岡奨詞
- 杉山浩志（警備員・元刑事） - 河原崎建三
- 沼沢雅代（秀一郎の母・理事長兼院長） - 水野久美
- 篠崎みどり（あかねの母） - 柏木由紀子
- 望月徹（山梨県警捜査一課 警部補） - 石橋蓮司
- 吉満涼太、菅野みずき、悠木千帆、星野光代、蜷川みほ

第5作「自白」（2005年）
- 細見真子（京都地検 検察事務官） - 大路恵美
- 中川真治（京都府警捜査一課 刑事） - 金山一彦
- 野口直子（西陣織物 店員） - 北原佐和子
- 川勝篤志（京都府警四条東警察署 刑事） - ひかる一平
- 北村隆明（永寛寺住職・隆生の父） - 草薙幸二郎
- 北村光子（隆明の後妻） - 小川美那子
- 北村隆生（永寛寺住職・夕子の元婚約者・10日前死亡） - 吉野容臣（幼少期：伊藤大翔）
- 野口夕子（直子の姉・10年前死亡） - 高嶋みあり
- 今西めぐみ（看護師） - 太田美恵
- 金沢（川勝の元妻） - 奥野月琴
- 野口靖雄（直子と夕子の父・御所人形作家） - 大村崑
- 京都府警四条東警察署 刑事 - 佐藤正浩
- 制服警官A - 稲次将人
- 野口和恵（直子と夕子の母・靖雄の妻） - 高田美和
- 奥村静代（飲み屋「鶴」女将） - 島かおり
- 芦田良平（京都府警捜査一課 警部） - 大和田伸也

第6作「拳銃魔」（2006年）
- 百瀬範子（長野地検 検察事務官） - 大河内奈々子
- 谷口量子（橋爪農園 従業員・松代第三小学校 6年1組 元生徒） - 川村ひかる
- 楠本（長野県警捜査一課 警部） - 井田國彦
- 南（長野県警長野警察署 刑事） - 井上高志
- 柴田（長野県警長野警察署 刑事） - 中原裕也
- 小島（長野県警長野警察署 刑事） - 佐藤正浩
- 今井由起夫（フリーター・松代第三小学校 6年1組 元生徒） - 少路勇介
- 相原宏美（新婦・松代第三小学校 6年1組 元生徒） - 七森美江
- 山浦美紀（信用金庫職員・松代第三小学校 6年1組 元生徒・今井をいじめていた同級生） - 梶原優
- 小宮朝子（図書館職員・松代第三小学校 6年1組 元生徒・今井をいじめていた同級生） - 横山華
- 大竹信也（ひき逃げ犯） - 遠矢武
- 木戸達彦（誠一郎の息子・橋爪農園 従業員） - 保阪尚希
- 八木（長野県警察交通捜査課 巡査） - 坂俊一
- 昌代（小料理屋「シゲちゃん」店主・量子の親戚） - 大和なでしこ
- 吉川（今井のアパートの隣人） - 和泉ちぬ
- 橋爪（橋爪農園 経営者・木戸の教え子） - 中谷彰宏
- 石野（長野県警察 鑑識技官） - 松澤一之
- 久保康男（元町駐在所 巡査長） - 徳井優
- 木戸誠一郎（松代第三小学校 6年1組 元教諭） - 勝部演之
- 徳丸（長野県警長野警察署 主任） - 河原さぶ
- 山之内雄（長野地検 刑事部長） - 若林豪

第7作「美濃土鈴伝説殺人事件」（2007年）
- 北原宏美（岐阜地検 検察事務官） - 岩崎ひろみ
- 池内加奈子（土人形師・京一の妻） - 山下容莉枝（少女期：伊藤未希）
- 南部（岐阜県警群上小幡警察署 刑事） - 酒井敏也
- 村岡恒雄（加奈子の義兄） - 木下ほうか
- 節子（加奈子の叔母） - 山田スミ子
- 天沼昌也（古美術商社長） - 藤田宗久
- 江木敦史（古美術店社員） - 児玉貴志
- 坪井（岐阜県警郡上八幡警察署 刑事） - 柚原旬
- 池内絹（京一の母） - 磯村みどり
- 池内総太郎（京一の父・故人） - 沼崎悠
- 佐伯敏明（佐伯不動産 社長） - 野上正義
- 天沼尚子（天沼の妻） - 松井紀美江
- 小野（岐阜県警郡上八幡警察署 刑事） - 佐藤正浩
- 土雛館長 - 田口主将
- 直美（節子の娘） - 廣澤恵
- 村岡初子（加奈子の母） - 持田雅代
- 照子（土産物屋） - 内田藍子
- 朋子（佐伯の秘書） - 藤沢里子
- 春江 - 今枝とし子
- 池内京一（土人形師） - 橋爪淳
- 鮫島（岐阜県警郡上八幡警察署 刑事課長・警部） - 山下真司

第8作「伊勢志摩・海女伝説殺人事件！」（2008年）
- 磯野香里（津地検 検察事務官） - 芦川よしみ
- 堀俊一（三重県警捜査一課 刑事） - 布川敏和
- 小林則之（三重県警捜査二課 刑事） - 山崎一
- 海老沢美紀（海老沢と鈴子の娘・漁業組合勤務） - 石橋奈美
- 河北大輔（南勢観光 元営業社員兼社長秘書） - 水野純一
- 海老沢鈴子（海老沢の妻） - 福井裕子
- 稲垣利雄（南勢観光 社長・詐欺事件の首謀者） - 江上真悟
- 前田（南勢観光 社員） - 天原正道
- 成瀬（稲垣の愛人・元ホステス） - 須磨史衣
- 海老沢（漁師・南勢観光の詐欺被害者） - 中沢青六
- 時田（南勢観光の詐欺被害者） - 浜田道彦
- 南勢観光の詐欺被害者 - 藤巻あつ子
- 稲垣美智子（稲垣の妻） - 荻野目慶子（中学生：畠山茉耶）
- 成瀬梨絵（成瀬と稲垣の娘） - 綾部舞
- 磯野福美（香里の母・海女） - 絵沢萠子
- 野村民子（元中学校教師・美智子の元担任） - 野口ふみえ
- 及川一夫（三重県議会議員・南勢観光被害者の会 代表） - 田中実（中学生：金子大暉）
- 山際五郎（三重県警捜査一課 警部） - 渡辺哲

第9作「みちのく安寿と厨子王伝説殺人事件」（2010年）
- 田村朋美（福島地検 検察事務官） - 熊谷真実
- 福西絵美（白鳥保育園 保育士） - 小嶺麗奈（幼少期：野原可歩 / 中学生：服部杏奈）
- 宇佐見剛史（絵美の義弟・フリーター） - 崎本大海（幼少期：村山謙太 / 小学生：川村悠椰）
- 宮川恭子（スナック「安寿」ママ・信吾の元愛人） - 中村綾
- 安藤（福島県警捜査一課 刑事） - 剣持直明
- 蔦森満（恭子の内縁の夫・スナック「安寿」バーテン・傷害の前科者） - 本宮泰風
- 北方雅信（信吾の息子・北方総合病院 医師） - 草野康太
- 葛西（福島県警捜査一課 刑事） - 中根徹
- 上脇正巳（上脇弁護士事務所 弁護士・12年前の宇佐見俊男の弁護人） - 河西健司
- 福島地検 検事 - 山上賢治
- 畠中（畠中の妻） - 朝比奈順子
- 畠中力哉（元検事・12年前の宇佐見俊男の事件の捜査検事） - 堀田眞三
- 北方信吾（北方総合病院 院長） - 西田健
- 鑑識 - 浜近高徳、木崎浩之
- 福西としえ（絵美の母・宇佐見俊男の後妻・2年前死亡） - 福地香代
- 宇佐見俊男（剛史の父・12年前 殺人容疑で逮捕 → 5年前 獄中死） - ふるごおり雅浩
- 井上佳奈（スナック「安寿」元ホステス・蔦森の愛人） - 貫井りらん
- 二本松（福島県警捜査一課 警部） - 益岡徹

第10作「桐生織伝説殺人事件」（2011年）
- 浦辺房子（前橋地検 検察事務官） - あめくみちこ
- 松崎勉（桐生朝日タクシー運転手・13年前 山根に誤認逮捕された男） - 斉藤暁
- 山根佳織（山根の娘） - 村井美樹
- 佐久間（群馬県警捜査一課 刑事） - 岡田浩暉
- 藤代愼一（藤代屋7代目） - 宍戸開
- 田口（関東貿易商会 社長） - 五代高之
- 智子（ヘルパー） - 水木薫
- 山根啓造（8年前に退官した元刑事） - 綿引勝彦
- 浦辺友也（房子の息子・南交番 巡査） - 内藤聖羽
- 須田健二（白骨死体） - 安藤彰則
- 藤代静江（愼一の母・認知症） - 池田道枝
- 菅谷拓実（東京食品 社員） - 辰巳蒼生
- 舟木（ボートの釣り人） - 木崎浩之
- 川瀬次郎（沼田南警察署 刑事） - 梨本謙次郎
- 秦野（群馬県警捜査一課 警部） - 今井雅之
- 藤代沙代子（愼一の妻・東京デパート 元従業員） - 横山めぐみ

第11作「越中富山・こきりこ哀歌」（2012年）
- 小宮山早苗（富山地検 検察事務官） - 前田亜季
- 関根由美子（美容師・広田の元同棲相手） - 北川弘美
- 佐竹哲夫（警視庁捜査一課 刑事） - 川野太郎
- 出川行雄（大牧温泉 番頭） - なべおさみ
- 広田玲二（指名手配犯） - 斉藤陽一郎
- 吉崎徹（鋳物職人） - 古山憲太郎
- 杉本伸生（富山県警察 刑事） - 二反田雅澄
- 畠中耕一（警視庁捜査一課 刑事） - 市瀬秀和
- 加藤善弘（富山県警察 刑事） - 日野陽仁
- 山下彰（カメラマン） - 飯塚俊太郎
- 関根惣一（由美子の父・元郵便局員・がんで入院中） - 米倉斉加年
- 寺山和代（大牧温泉 仲居） - 室井滋

第12作「新潟〜佐渡殺人航路」（2012年）
- 香川百合子（小料理屋経営者・山下の婚約者） - 藤谷美紀
- 高瀬千尋（高瀬の妻で百合子の妹） - 宮本真希
- 高瀬三生（漁師・婿養子） - 遠山俊也
- 山下雅史（小料理屋板前） - 長谷川朝晴
- 白石鈴子（新潟地検 検察事務官） - 渋谷飛鳥
- 大村征二（老舗料亭板前・山下の元同僚） - 風見しんご
- 畑野（新潟県警察 刑事） - 木崎浩之
- 石川佳奈子（農家の娘） - 秋月三佳
- 高瀬悠斗（高瀬と千尋の息子） - 松田北斗
- 田中庄治（内装業者） - 佐渡稔
- 菅原孝也（新潟県警察 刑事） - 吉永秀平
- 黒川嗣郎（築地吟月 板長） - 寺田農
- 馬渕一郎（新潟県警察 警部） - 榎木孝明

第13作「せとうち望郷殺人事件」（2013年）
- 藤森明子（岡山地検 検察事務官） - 池上季実子
- 芦田景子（ジーンズ工房 社員） - 酒井美紀（幼少期：堰沢結衣）
- 内藤博史（ジーンズ工房 社長） - 冨家規政
- 瀬川晋（クラフトメーカーの社長） - 徳井優
- 岡村哲也（児島北警察署 刑事） - 土屋裕一
- 芦田秀則（景子の夫・会社員） - 菊池均也
- 福田（児島北警察署 刑事） - 坂田雅彦
- 中井千秋（キャバクラ嬢） - 竹中里美
- 細見壮一郎（検事） - 倉石功
- 小山（喫茶店のマスター） - 小倉一郎
- 刑事 - 三村真澄
- 漁師の妻 - るり江
- 中村宏美（ジーンズ工房 社員） - 大島さと子
- 寺崎民子（一雄と景子の母） - 水野久美（若き日：山本香織）
- 寺崎一雄（景子の兄・漁師・12年前 傷害事件の前科） - 加藤雅也（幼少期：高橋勝巳）
- 水野健史（岡山県警察本部刑事部捜査第一課 警部） - 石黒賢（幼少期：坂井和久）

第14作「秘湯・乳頭温泉に消えた女」（2013年）
- 石森温子（秋田地検 検察事務官） - 安達祐実
- 浅井尚美（県南家政婦紹介所 家政婦） - 黒坂真美
- 小坂勉（小坂自動車修理工場 社長） - 春田純一
- 小坂富子（小坂の母） - 大方斐紗子
- 林芳江（県南家政婦紹介所 家政婦） - 風祭ゆき
- 金本靖男（尚美の兄・農家） - 小磯勝弥
- 浅井加奈子（尚美の夫の妹） - 三輪ひとみ
- 西尾聡史（秋田県警察 刑事） - 海斗
- 山田亘（角館中央警察署 刑事） - 掛田誠
- 横山多恵（文乃の高校の同級生） - 長内美那子
- 人見忠昭（秋田本町法律事務所 弁護士） - 花ヶ前浩一
- 佐々木伸雄（鶴の湯温泉 番頭） - 伊藤幸純
- 木村史郎（県南家政婦紹介所 職員） - 木崎浩之
- 平川修一（「Rose Park HOTEL」フロント） - 佐藤正浩
- 人力車の車夫 - 赤木悠真
- 廣田家の近隣住民 - 小柳ふよう
- 潟分校の管理人 - 宮田沙世
- 財布を届けた土産物店員 - 野中智美
- 尚美の義理の姉 - 泉まなみ
- 大沢徳二（秋田県警察 警部） - 六平直政
- 廣田和之（元学者） - 山本學
- 長谷川文乃（元中学校教師・近松茂道の中学時代の担任） - 若尾文子（小学生：佐伯眞奈）

## スタッフ
- 原作 - 高木彬光
- 脚本 - 扇澤延男（第1作 - 第5作）、下村優（第1作）、峯尾基三（第6作、第7作）、坂上かつえ（第8作、第10作 - ）、宇山圭子（第9作）
- 監督 - 下村優（第1作）、斉藤光正（第2作）、鷹森立一（第3作 - 第6作）、岡屋龍一（第7作 - ）、藤嘉行（第13作）
- 撮影 - 小野進（第1作）、野口幸三郎（第2作）、松村文雄（第3作）、東原三郎（第5作）、佐多賀剛（第6作）、上田正治（第7作、第12作）、横手丘二（J.S.C、第8作）
- 照明 - 目時威邦（第1作）、尾下栄治（第2作）、本田純一（第3作）、細矢賢一（第5作、第6作）、山川英明（第7作）、泉田聖（第8作）、遠藤克己（第12作）
- VE - 佐藤喜彦（第1作）、田代浩由紀（第2作、第3作、第5作、第7作、第8作、第12作）、中塚政明（第6作）
- 録音 - 古川裕志（第1作、第5作、第7作、第8作、第12作）、中村雅光（第2作）、谷山一也（第3作）、遠藤和生（第6作）
- 助監督 - 佐藤陸夫（第1作）、津崎敏喜（第2作）、寺山彰男（第3作、第5作 - 第7作、第12作）、坂梨公紀（第8作）
- 記録（第7作からはスクリプターと表示） - 勝間田恵子（第1作）、栗原節子（第2作）、今井文子（第3作、第5作、第6作）、菅真彩子（第7作、第8作）、増田文（第12作）
- 美術 - 秋元博（第3作、第3作は美術進行と表示）、大石誠（第5作、第6作、第6作は美術製作と表示）、山冨祥司（第6作）、岩本一成（第7作、第8作）、乙竹恭慶（第12作）
- 装飾 - 遠藤雄一郎（第1作）、岩井健志（第2作）、松下利秀（第3作）、赤塚明（第3作、第3作は装飾助手と表示）、長田征司（第5作、第6作）、京極友良（第7作）、小林鉄郎（第8作）、小林和美（第12作）
- 持道具 - 高山雅子（第1作）、中田美雪（第2作）、矢野浩加（第3作）、横尾正美（第5作、第6作）、羽鳥夏樹（第8作）、和田卓也（第12作）
- 小道具 - 入江京子（第1作）、細谷恵子（第7作）
- 衣裳 - 清藤美香（第1作）、松山さとこ（第2作）、野村明子（第3作、第5作 - 第8作）、手塚勇（第12作）
- メイク - 渡辺美恵子（第1作、第2作、第5作 - 第7作）、西脇和子（第3作）、mi-co（第8作、第12作）、山本好魅（第12作）
- 編集 - 宮崎清春（第1作）、小松直人（第3作、第5作、第6作、第8作）、目崎和恵（第2作、第7作）、斉藤和彦（第12作）
- EED（第8作はHD編集） - 遠藤毅（東通、第1作）、浜田亮（第2作、第12作）、大西秀明（第3作）、白水孝幸（第5作）、古俣裕之（第6作 - 第8作）
- MA - 濱田豊（第1作 - 第3作）、西森幸二（第5作）、石北秀尚（第6作 - 第8作）、妻藤卓也（第12作）
- 効果（第5作、第6作、第8作は音効と表記） - 丸山孝之（第1作）、引地康文（第2作、第3作、第5作 - 第8作、第12作）
- 選曲 - 半澤知宏（第1作 - 第3作、第5作 - 第8作）、片山由理（第12作）
- 制作担当 - 神戸將光（第3作）、木口洋介（第5作）、小林智裕（第6作）、藤田光男（第7作、第8作、第12作）
- 制作主任 - 藤野尚美（第3作）、木口洋介（第6作）、中頭千廣（第7作）、高橋誠喜（第8作）、柳澤真（第12作）
- 制作進行 - 柳澤誠（第8作）、奇川敦史（第12作）
- スチール - 勝村勲（第3作、第5作 - 第8作）、岩井猛（第12作）
- 車輌 - マエダオート（第1作 - 第3作）、石坂智博（第5作）、道垣内伸也（第6作）、貝塚照男（第7作、第8作）、福原保男（第12作）
- ガンエフェクト - ビル横山（ブロンコ・第6作）
- カースタント - 貝塚照男（第3作）、海藤幸広（アクティブ21、第6作）
- ボディスタント - 辻井啓伺（スタントチームGocoo、第3作・第6作）
- 絵画協力 - 丸山季彦（第6作）
- 土人形指導 - 梶野加代子（第7作）
- 企画協力 - 同志洋（第1作 - 第3作、第5作 - 第8作、第12作）
- 構成 - 広井由美子(第8作）
- 脚本協力 - 普久原晃二（第2作、第3作、第5作、第6作）
- 法律監修 - 久島和夫（第1作）
- 番組宣伝 - 伊藤淳也（テレビ東京、第1作 - 第3作）、走尾奈美絵（テレビ東京、第5作）、宮岡貞成（テレビ東京、第6作）、鈴木紀子（第7作、第8作）、荒井正和（テレビ東京、第12作）
- 音楽協力 - テレビ東京ミュージック
- 撮影協力
  - 第1作 - 新神戸オリエンタルホテル、神戸電鉄、神戸フィルムオフィス
  - 第2作 - 竹田金銀製箔、石川近代文学館、石川県警察本部
  - 第3作 - 山形地方検察庁、山形市役所、山形市立病院済生館、立石寺、ヤマコー、三味会席、尾花沢市役所、銀山温泉組合、源泉館、芭蕉ライン舟下り、会津若松フィルムコミッション、会津乗合自動車
  - 第4作 - 山梨県、甲府市、横須賀ロケサービス、昇仙峡観光協会、勝沼町ぶどうの丘、武田名鉄交通
  - 第5作 - 京都全日空ホテル、大覚寺、祇園 丸梅、京福電気鉄道
  - 第6作 - ホテルメトロポリタン長野、善光寺事務所、長野電鉄、中部森林管理局、ビッグハット、ながのフィルムコミッション、長野市、須坂市、信州新町
  - 第7作 - 岐阜フィルムコミッション、岐阜観光コンペンション協会、岐阜県岐阜総合庁舎、岐阜商工会議所、群上市役所
  - 第8作 - 伊勢志摩フィルムコミッション、伊勢橋本瓦斯、志摩マリンレジャー、伊勢パールセンター
- 美術協力 - TOSHIBA、NTTドコモ（第5作、第12作）
- 協力 - テイエスピー・エンジニアリング（第5作、第8作）、山崎美術（第8作）、チャチャラ（第4作、第5作 - 第8作）、ビデオフォーカス（第4作、第5作、第6作、第8作）、キャッチ（第5作、第8作）、コンガス（第4作、第5作、第8作）、高津メディアサービス（第4作、第5作、第6作）、関西ロケーションサービス（第5作）、劇団東俳（第6作）、マエダオート（第8作）、三重テレビ放送（第8作）、伊勢・安土桃山文化村（第8作）
- プロデューサー - 橋本かおり（テレビ東京、第1作、第2作、第5作 - 第8作、第12作）、斎藤頼照（第1作 - 第2作、第5作 - 第8作、第12作）、山田大作（第1作 - 第2作、第5作 - 第7作）、神戸将光（第8作、第12作）、中頭千廣（第12作）
- プロデューサー補 - 神戸將光（第5作 - 第7作）
- アシスタントプロデューサー - 八木沢洋美（第3作）、白石香織（第8作）
- 制作 - テレビ東京、BSジャパン、東京サウンドプロダクション（TSP）

## 放送日程
| 話数 | 放送日         | サブタイトル                     | 原作             | 脚本            | 監督     | 視聴率 |
| ---- | -------------- | -------------------------------- | ---------------- | --------------- | -------- | ------ |
| 1    | 2002年04月21日 | 霧の罠                           | 「霧の罠」       | 扇澤延男 下村優 | 下村優   | 10.2%  |
| 2    | 2003年03月16日 | 古都金沢〜能登殺人情話           | 「追われる刑事」 | 松井信幸        | 斉藤光正 | 10.6%  |
| 3    | 2004年03月07日 | 銀山温泉の殺人報告               | 「目撃者」       | 松井信幸        | 鷹森立一 | 11.0%  |
| 4    | 8月01日        | 偽装〜昇仙峡に舞う殺人事件       | 「偽装工作」     | 松井信幸        | 鷹森立一 | 10.1%  |
| 5    | 2005年06月12日 | 自白                             | 「最後の自白」   | 松井信幸        | 鷹森立一 | 08.8%  |
| 6    | 2006年03月05日 | 拳銃魔                           | 「拳銃魔」       | 峯尾基三        | 鷹森立一 | 10.1%  |
| 7    | 2007年05月05日 | 美濃土鈴伝説殺人事件             |                  | 峯尾基三        | 岡屋龍一 | 11.0%  |
| 8    | 2008年06月04日 | 伊勢志摩・海女伝説殺人事件！     |                  | 坂上かつえ      | 岡屋龍一 | 10.4%  |
| 9    | 2010年03月17日 | みちのく安寿と厨子王伝説殺人事件 |                  | 宇山圭子        | 岡屋龍一 | 08.1%  |
| 10   | 2011年10月26日 | 桐生織伝説殺人事件               |                  | 坂上かつえ      | 岡屋龍一 | 08.0%  |
| 11   | 2012年02月15日 | 越中富山・こきりこ哀歌           |                  | 坂上かつえ      | 岡屋龍一 |        |
| 12   | 8月22日        | 新潟〜佐渡殺人航路               |                  | 坂上かつえ      | 岡屋龍一 |        |
| 13   | 2013年05月01日 | せとうち望郷殺人事件             |                  | 坂上かつえ      | 藤嘉行   |        |
| 14   | 11月27日       | 秘湯・乳頭温泉に消えた女         |                  | 坂上かつえ      | 岡屋龍一 | 06.9%  |

- 視聴率はビデオリサーチ調べ、関東地区・世帯

## 遅れネット
- 山陰放送では第5作を2005年8月4日に、第6作を2006年5月5日にそれぞれ初放送している。
- 広島ホームテレビでは第9作を2010年5月19日の「HOMEドラマシティ」枠（13:55 - 15:50）で初放送している。